# ماركو كاراريتو
ماركو كاراريتو (بالإيطالية: Marco Carraretto)‏ مواليد 27 أكتوبر 1977 في تريفيزو، هو لاعب كرة سلة إيطالي بدأ مسيرته الاحترافية في سنة 1996. يبلغ طوله 6 قدم 5.75 بوصة (2.0 م).

## فرق لعب لها
- ساسكي باسكونيا

## روابط خارجية
- ماركو كاراريتو على موقع الاتحاد الدولي لكرة السلة (الإنجليزية)
- ماركو كاراريتو على موقع الدوري الأوروبي لكرة السلة (الإنجليزية)
- ماركو كاراريتو على موقع الدوري الإسباني لكرة السلة (الإسبانية)
- ماركو كاراريتو على موقع كرة السلة الأوروبية.كوم (الإنجليزية)
- ماركو كاراريتو على موقع ريلجم (الإنجليزية)
- ماركو كاراريتو على موقع بروبوليرز (الإنجليزية)
- ماركو كاراريتو على موقع سبورتس رفرنس (الإنجليزية)